# Favomicrosporon pinettii
Favomicrosporon pinettii är en svampart som beskrevs av Benedek 1967. Favomicrosporon pinettii ingår i släktet Favomicrosporon, divisionen sporsäcksvampar och riket svampar.   Inga underarter finns listade i Catalogue of Life.